# Eduardo Francisco Pironio
Eduardo Francisco Pironio (ur. 3 grudnia 1920 w Nueve de Julio, zm. 5 lutego 1998 w Rzymie) – argentyński duchowny katolicki, kardynał, przewodniczący Papieskiej Rady do spraw Świeckich, Błogosławiony Kościoła katolickiego.

## Życiorys
Urodził się w ubogiej rodzinie włoskich emigrantów jako ostatnie dwudzieste drugie dziecko. Studia filozoficzno-teologiczne odbył w seminarium duchownym w San José de la Plata, oraz na Papieskim Uniwersytecie św. Tomasza z Akwinu Angelicum w Rzymie. 5 grudnia 1943 w bazylice Matki Bożej z Luján otrzymał święcenia kapłańskie, a następnie był wykładowcą w seminarium duchownym w diecezji Mercedes. W 1958 został mianowany wikariuszem generalnym tej diecezji. W 1960 objął stanowisko rektora Metropolitalnego Seminarium Duchownego Villa Devoto w Buenos Aires. W następnych latach piastował funkcje wizytatora apostolskiego uniwersytetów katolickich w Argentynie i dziekana wydziału teologicznego tamtejszego Papieskiego Uniwersytetu Katolickiego. Brał udział w pracach soboru watykańskiego II.
24 marca 1964 papież Paweł VI mianował go biskupem pomocniczym w archidiecezji La Platy, sakrę biskupią otrzymał 31 maja 1964. W 1967 został powołany na stanowisko administratora apostolskiego diecezji Avellaneda. W tym samym roku wybrano go na sekretarza generalnego CELAM. W 1968, z nominacji Pawła VI, został sekretarzem generalnym II Konferencji Ogólnej Episkopatu Ameryki Łacińskiej. W 1970 ponownie wybrano go na stanowisko sekretarza generalnego CELAM, a w dwa lata później został przewodniczącym tej Rady. 19 kwietnia 1972 otrzymał nominację na stolicę biskupią w Mar del Plata. 20 września 1975 Paweł VI podniósł go do godności arcybiskupiej i powierzył mu stanowisko proprefekta Kongregacji do spraw Zakonów i Instytutów Świeckich. Na Konsystorzu 24 maja 1976 Paweł VI mianował go kardynałem diakonem Santi Cosma e Damiano, powierzając mu urząd prefekta Kongregacji do spraw Zakonów i Instytutów Świeckich. Papież mianował go także członkiem kilku kongregacji i papieskich komisji. 9 kwietnia 1984 Jan Paweł II mianował go na przewodniczącego Papieskiej Rady do spraw Świeckich.
Kardynał był organizatorem dwóch spotkań młodych w Rzymie 1984 i 1985 oraz kolejnych Światowych Dni Młodzieży: na placu św. Piotra w Watykanie 1986, w Buenos Aires w Argentynie 1987, w Santiago de Compostela w Hiszpanii 1989, w Częstochowie 1991, w Denver w USA 1993 i w Manilli na Filipinach 1995. 11 lipca 1995 Jan Paweł II włączył go do grona kardynałów-biskupów. Z urzędu ustąpił 20 sierpnia 1996 ze względu na stan zdrowia i podeszły wiek.
Zmarł w Rzymie 5 lutego 1998, został pochowany w bazylice Matki Bożej w Luján, w której 55 lat wcześniej przyjął święcenia kapłańskie.
23 czerwca 2006 w Rzymie rozpoczął się jego proces beatyfikacyjny na poziomie diecezjalnym zaś w Bienos Aires 22 lutego 2007. 18 lutego 2022 papież Franciszek podpisał dekret o heroiczność cnót i odtąd przysługuje mu tytuł Czcigodnego Sługi Bożego, zaś 8 listopada 2023 podpisał dekret uznający cud za wstawiennictwem argentyńskiego kardynała, co otwiera drogę do jego beatyfikacji.
16 grudnia 2023 podczas uroczystej eucharystii w narodowym sanktuarium maryjnym Argentyny w Luján koło Buenos Aires reprezentant papieża Franciszka kardynał Fernando Vérgez Alzaga, Prezydent Gubernatoratu Państwa Watykańskiego, dokonał aktu beatyfikacji, włączając kardynała Eduardo Francisco Pironiego w poczet błogosławionych Kościoła katolickiego.